# Pontificio Collegio Nepomuceno
Il Pontificio Collegio Nepomuceno è un seminario pontificio situato a Roma e destinato agli alunni di nazionalità ceca.
Fondato il 4 novembre 1884 come Collegio Boemo (Bohemicum) dalla suddivisione di quello tedesco di Santa Maria dell'Anima, venne riconosciuto ufficialmente da papa Leone XIII nel 1890. Il suo nome è stato cambiato in Nepomuceno (Nepomucenum) in onore del patrono nazionale ceco san Giovanni Nepomuceno nel 1930, dopo il trasferimento dell'istituto nella nuova sede di via Concordia, nel quartiere Appio Latino, avvenuto il 23 aprile 1929.

## Rettori
In ordine cronologico:
- Benedetto Lorenzelli (1884-1893)
- Paolo Leva (1893-1904)
- Pietro di Maria (1904-1906)
- Francesco di Paola Solieri (1907-1919)
- Leopoldo Capitani (1919-1926)
- Alfredo Ottaviani (1926-1928)
- Ferdinando Roveda (1928-1950)
- Alfredo Bontempi (1950-1963)
- František Planner (1964-1977)
- Karel Vrána (1977-1993)
- Karel Pilík (1993-1995)
- Karel Janoušek (1995-1998)
- Jan Mráz (1998-2013)
- Petr Šikula (2013-2018)
- Roman Czudek (2018-2024)
- Tomáš Koumal (dal 2024)